# Homoki Magdolna
Homoki Magdolna (Budapest, 1953. július 22. – Budapest, 1996) magyar színésznő.

## Életpályája
Színésznőként diplomázott Várkonyi Zoltán osztályában a Színház- és Filmművészeti Főiskolán 1978-ban. Pályáját a Szegedi Nemzeti Színházban kezdte. 1979-től egy-egy évadot a Békés Megyei Jókai Színháznál illetve a Vígszínháznál töltött, ahol 1980-ban, kettős szereposztásban eljátszotta Molnár Ferenc: Olympia c. darabjának címszerepét. 1981 és 1990 februárja között a Veszprémi Petőfi Színház társulatának volt tagja. Majd szabadfoglalkozású művésznőként, illetve a Pilvax kiadó munkatársaként dolgozott.

## Fontosabb színházi szerepei
- George Bernard Shaw: Sosem lehet tudni... Glória
- William Shakespeare: Ahogy tetszik... Juci
- Bertolt Brecht: Svejk a II. világháborúban... Kati
- Jókai Mór: Az arany ember... Athalie
- Csurka István: Házmestersirató... Kati
- Valentyin Petrovics Katajev: Bolond vasárnap... Dr. Lina Sokkova
- Lev Nyikolajevics Tolsztoj – Erwin Piscator: Háború és béke... Liza
- Fejes Endre – Presser Gábor: Jó estét nyár, jó estét szerelem... Gyümölcsárus lány
- Eisemann Mihály: Egy csók és más semmi... Vilma
- Zerkovitz Béla – Szilágyi László: Csókos asszony... Orfeumi lány
- Kocsis István: Árpádházi Szent Margit... Felhévizi Szabina
- Eörsi István: Párbaj egy tisztáson... Asszony
- Pedro Calderón de la Barca: Úrnő és komorna... Laura, a komorna

## Filmek, tv
- Fekete gyémántok (1976)... Elza
- Negyedik forduló (1978)... nővér az SZTK-ban
- Arisztophanész: Nőuralom (1981)
- A tenger (1982)